# إندوزال (أملو)
إندوزال هي إحدى مشيخات المملكة المغربية، تتبع جغرافيا لإقليم تارودانت وإداريًا لأملو. يقدر عدد سكانها بـ 9493 نسمة حسب الإحصاء الرسمي للسكان والسكنى لسنة 2004.